# إينوك دبليو. إيستمان
إينوك دبليو. إيستمان هو محامي وسياسي أمريكي، ولد في 15 أبريل 1810 في ديرفيلد في الولايات المتحدة، وتوفي في 9 يناير 1885 في إلدورا في الولايات المتحدة. نشط حزبياً في الحزب الجمهوري. وقد انتخب عضو مجلس ولاية آيوا ‏.